# КК Муреш
КК Муреш (рум. BC Mureș) је био румунски кошаркашки клуб из Таргу Муреша. Такмичио се у Првој лиги Румуније.

## Историја
Клуб је основан 2004. године и већ након једне сезоне изборио је пласман у највиши ранг такмичења. Највећи успех у националном првенству било је друго место (сезоне 2012/13, 2014/15. и 2015/16.). Године 2017. био је финалиста Купа Румуније.
На међународну сцену први пут је изашао у сезони 2010/11. учешћем у регионалној Балканској лиги, али је испао већ у групној фази. Сезоне 2013/14. играо је у ФИБА Еврочеленџу, али је и ту такмичење окончао у првој групној фази.
Клуб је угашен 2018. године, а његово место у Румунској лиги заузео је новоосновани Таргу Муреш из истог града.

## Успеси

### Национални
- Првенство Румуније:
  - Вицепрвак (3) :  2013, 2015, 2016.

- Куп Румуније:
  - Финалиста (1) :  2017.

## Познатији играчи
- Дарко Балабан